# Lymantria ninayi
Lymantria ninayi is een nachtvlinder uit de familie van de spinneruilen (Erebidae), onderfamilie donsvlinders (Lymantriinae).
De soort komt voor  op Nieuw-Guinea. De vlinder is een plaaginsect en kan grote schade in de bosbouw teweegbrengen. Met name bomen uit het geslacht Pinus, die voor de bosbouw in Nieuw-Guinea zijn geïntroduceerd, kunnen door de rupsen volledig ontbladerd worden. De bosplantages op Nieuw-Guinea worden eens in de 7 tot 9 jaar getroffen. 
De inheemse waardplant is Casuarina. De eitjes worden afgezet in de oksel van een tak op de bast van de boom. Op deze plaats zijn ze beschermd tegen regen. De rupsen eten van de naalden, jonge rupsen van jonge, oudere van oude. De rupsen eten slechts een klein deel van de naald, de rest valt naar beneden. Verpopping vindt plaats in de naalden aan de boom of op de grond en een cocon van samengebonden naalden.